# 寛永の遺老
寛永の遺老（かんえいのいろう）とは、江戸幕府3代将軍徳川家光の死後、生前に家光によって取り立てられた松平信綱ら幕政を主導した政治家たちのことを指す。
寛永年間（1624年 - 1644年）において、家光および信綱を中心とする家光の幼少期からの側近（6人衆）によって、江戸幕府は統治機構を盤石とした。1651年（慶安4年）に家光が病没すると、世子の徳川家綱が4代将軍に就任した。当時11歳と若年のため、幕政は信綱をはじめ、家光の異母弟で家綱の叔父にあたる保科正之や家光時代からの大老であった井伊直孝、酒井忠勝、老中であった阿部忠秋、御側であった中根正盛、その他に稲葉正則、酒井忠清らを加えての集団統治体制によって、家綱の治世前半15年間が主導されることとなった。
しかし、この面々は寛文年間（1661年 - 1672年）に入ると相次いで死去、もしくは老齢で表舞台から隠退するなどした。ここに加わったのは久世広之、土屋数直などの側近であった。
この結果、寛文6年（1666年）に酒井忠清が大老に就任、治世後半15年間は忠清が実権を握る形で幕政は運営されていく。その後、1680年（延宝8年）に家綱が死去し、弟の徳川綱吉の5代将軍就任によって忠清は大老を更迭され（後任には堀田正俊が就任）、元禄時代へと突入していくこととなる（忠清は翌年死去）。